# 鳥居ユキ
鳥居 ユキ（とりい ゆき、1943年1月3日 - ）は、日本のファッションデザイナー。ファッションブランド「ユキトリヰ」（ユキトリイ）のデザイナーとして著名。祖母・母と3代にわたる“デザイナー一家”に生まれ、19歳でのコレクションデビューを経て、1975年にフランス・パリで初のコレクションを発表して以後、途絶えることなく新作を発表。2011年には開催コレクション数が通算100回に到達、日本を代表するファッションデザイナーの一人として知られる。ファッション以外にもライセンスとして多数のアイテムのデザインを手掛けている。

## 来歴
東京に出生。1961年に文化学院を卒業。翌1962年に母親・君子のショーに初参加し、自身の作品を発表した。以後年2回のコレクションを東京やパリで開催、恒例化。
1960年代半ばからテレビや舞台の歌手や俳優の衣装を担当。1970年に婦人服製造卸の株式会社トリヰを設立。1975年にパリコレクションに初参加して以来、2008年まで一度も欠かす事無くパリと東京でコレクションを発表し続けている。1980年代初めに東レなどとくみファッション感覚で着るキモノを発表。1983年10月1日放送の土曜ワイド劇場西村京太郎トラベルミステリー寝台特急あかつき殺人事件では衣装デザインを担当した。
デザイナー活動50周年を迎えた2011年には通算100回目となるコレクションをTOKYO DOME CITY HALLで開催。約2000人の来場者のなか、女優の岩下志麻や加賀まりこ、タレントの芳村真理、歌手のジュディ・オングや木の実ナナなどといった親交の深い著名人らをモデルに起用したショーを披露している。2021年9月、夫で株式会社トリヰ社長の鳥居高雄をなくす。

## 「ユキトリヰ」
株式会社ユキトリヰデザイン事務所を1984年に設立、発足したのがファッションブランド「ユキトリヰ」で、翌1985年にフランス・パリのギャラリーヴィヴィエンヌに店舗を開業、「日本ファッションエディターズクラブ賞」（1988年）、「毎日ファッション大賞」（1995年）、「毎日ファッション大賞特別賞」（2005年）などの賞を受けてきた。
レディーズコレクションのみならず、1994年から2000年にかけて、モデルに作家、ジャーナリスト、実業家、スポーツ選手など各界で活躍する著名人らをモデルに起用したメンズコレクションを行い話題となった。東京・銀座5丁目「すずらん通り」とパリのギャラリーヴィヴィエンヌにブティックを構えるほか、日本全国の百貨店60店舗にて展開している。

## 著作
- きもの、着ましょ　文化出版局　1985
- ８０歳、ハッピーに生きる８０の言葉　主婦と生活社　2023